# American Jurisprudence
American Jurisprudence (zitiert als Am. Jur. 2d) ist eine mehr als 140-bändige Enzyklopädie und secondary source des Rechts der Vereinigten Staaten. Sie wird vom West-Verlag herausgegeben und besteht seit 1962 in der zweiten Auflage. Sie ist online über Westlaw und LexisNexis verfügbar.

## Zitation
American Jurisprudence wird z. B. wie folgt zitiert (Beispiel): 22A AM. JUR. 2D Dead Bodies § 12 (2007).
Dabei bedeutet 22A die entsprechende (historische) Bandnummer des Nachschlagewerks, AM. JUR. 2D steht für American Jurisprudence zweite Auflage, Dead Bodies (in Kursivschrift) gibt den Titel des entsprechenden Bandes wieder, Paragraphenzeichen und -nummer (12); Datum der Hauptpublikation (2007) und der Taschenbuchausgabe, sofern eine Zitation nur in dieser zu finden ist.
Unter Umständen kann auch eine spezielle Seitenangabe erforderlich sein, welche zu zitieren ist.